# 趙允亨
趙允亨（1506年—？年），字伯通，號龍山，直隸保定府安肅縣人，明朝政治人物。

## 生平
辛卯順天府鄉試第一百一名舉人，嘉靖十一年壬辰科第三甲第一百四十一名進士。工部觀政，授長安知县，調山東陽穀縣知縣，陞太僕寺丞，止。

## 家族
曾祖趙英；祖趙宗；父趙廷儀；母楊氏。具慶下，妻張氏，繼妻劉氏；兄允恭；允道；允中；允迪；允高；允懷，弟允修。